# Ophiactis affinis
Ophiactis affinis is een slangster uit de familie Ophiactidae.
De wetenschappelijke naam van de soort werd in 1879 gepubliceerd door Peter Martin Duncan.